# Balance comptable
Pour les articles homonymes, voir balance.
La balance comptable est un état d'une période, établi à partir de la liste de tous les comptes du grand-livre, le grand journal de l'entreprise (qu'ils soient de bilan ou de gestion) et regroupant tous les totaux (ou masses) en débit et crédit de ces comptes et par différence tous les soldes débiteurs et créditeurs.

## Enjeux de la balance comptable
La balance est une aide fondamentale pour contrôler la comptabilité et donc le bilan et le compte de résultat.
La balance montre l'état de chaque compte pour la période. La balance de fin d'exercice est une synthèse du bilan. Elle permet de faire le lien directement des documents financiers à contrôler avec le logiciel de comptabilité. Il suffit de pointer les comptes à contrôler avec le détail de ce compte (le grand livre) pour pouvoir s'assurer que les documents informatiques sont cohérents.
C'est aussi avec la balance qu'il est possible de contrôler la déclaration de TVA et de s'assurer de son enregistrement ainsi que de son règlement.

## Caractéristiques d'une balance

### Présentation d'une balance
Dans sa présentation courante, pour chacun des comptes (classés dans l'ordre du plan comptable), la balance fait apparaître :
- le numéro du compte ;
- l'intitulé du compte ;
- le total des débits ;
- le total des crédits ;
- le solde du compte, qui apparaît dans la colonne « Solde débiteur » ou « Solde créditeur » selon le cas.

Un solde est dit « débiteur » si le total des débits est supérieur au total des crédits, et « créditeur » dans le cas inverse.

### Un équilibre indispensable
La balance doit être équilibrée, c'est-à-dire que le total des débits doit être égal au total des crédits (ou le total des soldes débiteurs doit égaler le total des soldes créditeurs). Cet équilibre permet de vérifier que les opérations ont été correctement enregistrées (en respectant le principe de la partie double).
Toutefois, une balance équilibrée ne constitue qu'une indication : les erreurs peuvent se compenser et la balance ne permet pas de détecter les erreurs d'imputation de compte (utilisation d'un compte inapproprié).

## Les différents types de balance

### La balance avant inventaire
La balance avant inventaire propose une vue synthétique des comptes de situation et de gestion avant les travaux d’inventaire, c'est-à-dire l'ensemble des écritures de régularisation de fin d'exercice.

### La balance après inventaire
Une balance est établie par reproduction de la balance avant inventaire corrigée de l’ensemble des écritures d’inventaire. La constatation de la dépréciation de certains éléments d’actif, la mise à jour des stocks de la régularisation des comptes de gestion permettent d’ajuster la comptabilité à la situation réelle de l’entreprise et d’en proposer une image fidèle. La balance après inventaire présente l’état des comptes après toutes les écritures de régularisations de fin d’exercice. Dès lors, il conviendra de clore les comptes pour déterminer le résultat de l’exercice et présenter les documents de synthèse :
- bilan ;
- compte de résultat ;
- annexe légale.

### La balance de clôture
Cette balance ne regroupe plus que les comptes de bilan, résultat net compris, puisque les comptes de gestion ont été soldés.
Les comptes de bilan sont soldés à leur tour pour clore définitivement l’exercice tandis que le journal et le grand livre sont fermés après la dernière écriture.
Au début de l’exercice suivant, les soldes des comptes de bilan sont reportés lors de la réouverture du journal et du grand livre.

### La balance âgée
Cette balance fait apparaître les échéances de paiement des clients et des fournisseurs par date d'encours. Elle permet de connaitre le montant de l'encours total dû et le montant de l'encours en retard de règlement. 